# Magnus Hedman
Magnus Carl Hedman (* 19. března 1973, Huddinge) je bývalý švédský fotbalista, brankář. Se švédskou reprezentací získal bronzovou medaili na mistrovství světa v roce 1994 (chytal všech sedm utkání). Zúčastnil se též světového šampionátu roku 2002 (4 utkání), mistrovství Evropy 2000 (3 utkání) a mistrovství Evropy 2004 (4 utkání). Za národní tým nastupoval v letech 1997–2004 a odchytal v něm celkem 58 zápasů. 29krát též nastoupil za jednadvacítku. S AIK Stockholm se stal mistrem Švédska (1992), se Celticem Glasgow získal titul skotský (2003/04). V AIK hrál v letech 1990–1997, poté působil v Coventry City (1997–2002), Celticu (2002–2005; přitom roku 2004 hostování v Anconě), závěr kariéry strávil v Chelsea (2006–2007), ale již jen jako náhradní gólman. Poté se stal trenérem brankářů v třetiligovém švédském klubu IK Frej, za nějž roku 2013, dlouho po konci kariéry, ještě nastoupil k jednomu soutěžnímu utkání. V roce 2000 byl vyhlášen švédským fotbalistou roku (anketa Guldbollen). Byl ženatý se švédskou modelkou a zpěvačkou Magdalenou Graafovou, ale rozvedli se. Jejich společný syn se stal zpěvákem, jenž je ve Švédsku známý pod jménem Lancelot.